# 原野和夫
原野 和夫（はらの かずお、1928年1月9日 - 2019年11月9日）は、日本の実業家、時事通信社元社長、パシフィック・リーグ元会長。

## 来歴・人物
山口県山口市出身。1950年に東京大学農学部を卒業し、時事通信社に入社。那覇特派員、海外部長、編集局長などを歴任し、1978年6月に取締役に就任し、1980年6月に代表取締役を経て、1984年6月から1990年6月まで社長を務めた。1986年にはフランスのレジオン・ドヌール勲章を受章した。
1991年1月にパシフィック・リーグ会長に就任。2000年12月に退任するまでの間、伊良部秀輝のメジャーリーグ挑戦やイチローのポスティングシステム採用（日本初）があり、1997年には観客動員1000万人突破を成し遂げた。
2019年11月9日、脳梗塞のために死去した。91歳没。

## 著書
- パ・リーグ会長のプロ野球緩球自在（時事通信社、1995年、ISBN 4788795027）
- 球場の教訓―緩球自在〈2〉（善本社、2007年、ISBN 9784793904431）